# Chant VI de l'Enfer
Le Chant VI de l'Enfer est le sixième chant de l'Enfer de la Divine Comédie du poète florentin Dante Alighieri. Il se déroule dans le troisième cercle, à savoir où les gourmands sont punis ; nous sommes dans la nuit du 8 au 9 avril 1300 (samedi saint), ou selon d'autres commentateurs entre le 25 et le 26 mars 1300.

## Thèmes et contenus

### Le Gourmand, Cerbère: versets 1-33

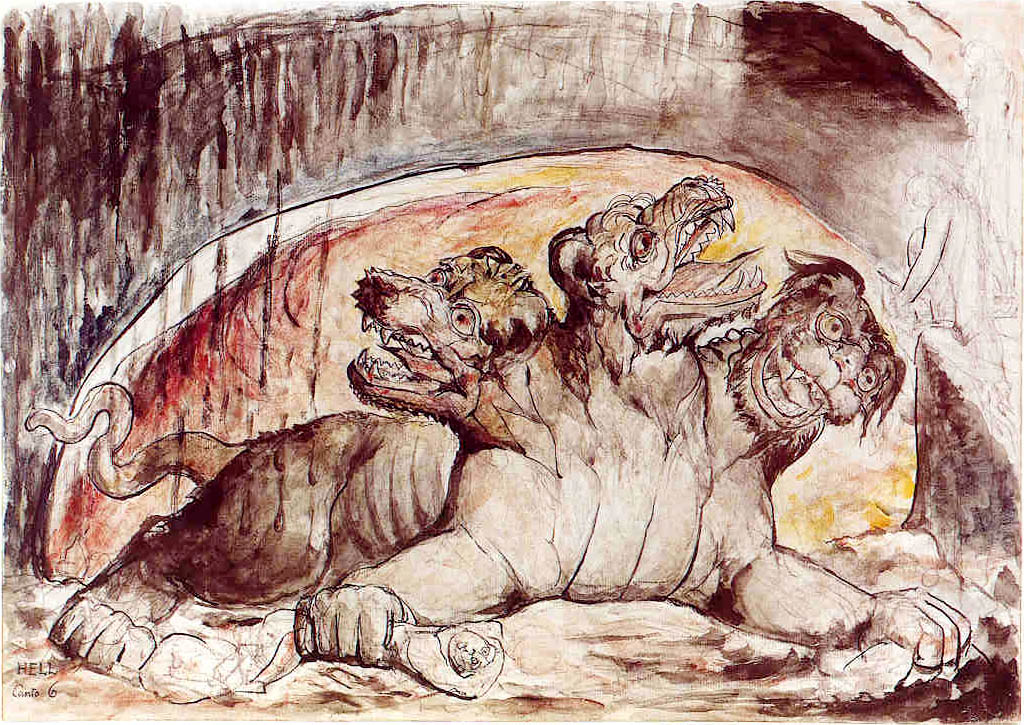
Cerbère, illustration de William Blake.

Le Chant VI commence avec Dante qui se remet de son évanouissement après avoir parlé aux deux amants Paolo et Francesca et déjà, tout en étant encore confus par la tristesse et l'angoisse pour ces malheureux, il voit de nouveaux damnés et de nouvelles douleurs autour de lui.
Le troisième cercle, où il se trouve, est celui de la pluie éternelle, mauvaise, froide et abondante, qui tombe toujours avec la même intensité ; elle consiste en de grosses grêles mélangées à de l'eau noire et à de la neige, et se déverse dans l'air lugubre : la terre, recevant cette pluie, pue et devient de la gadoue.
Voici Cerbère, une foire cruelle et différente (étrange), qui aboie à trois têtes sur les damnés submergés dans la gadoue.
Cerbère est aussi un personnage de l'Averne de Virgile et la description de Dante s'inspire de celle de son maître, mais ici la bête est plus monstrueuse, en raison d'une description entre l'humain et le bestial et du fait qu'elle avale la boue lancée par Virgile et non un pain plat soporifique contenant du miel et de la farine « droguée » , comme c'était le cas dans le voyage d'Énée.
Cerbère est décrit comme ayant des yeux rouges, une barbe noire et grasse, un ventre gonflé et des mains avec des ongles (et non des « pattes et des griffes »), avec lesquels il griffe les damnés et les déchire ; en outre, par ses cris, il les rend fous, de sorte qu'ils voudraient être sourds (versets 32-33). Dans la mythologie, Cerbère est le symbole de la gourmandise et aussi de la discorde, en raison des luttes entre ses différentes têtes : ce n'est pas un hasard si le Chant parle de la discorde florentine.
Lorsque Cerbère voit Dante et Virgile, il ouvre la bouche et leur montre ses crocs, sans retenir un seul muscle. Alors Virgile étend les mains et jette dans ses crocs (gorges, selon un langage trivial) cupides deux poings pleins de terre, que le molosse s'empresse de manger, comme ces chiens qui, avides d'un repas, aboient et s'arrêtent aussitôt qu'ils l'ont obtenu.

### Ciacco: versets 34-93

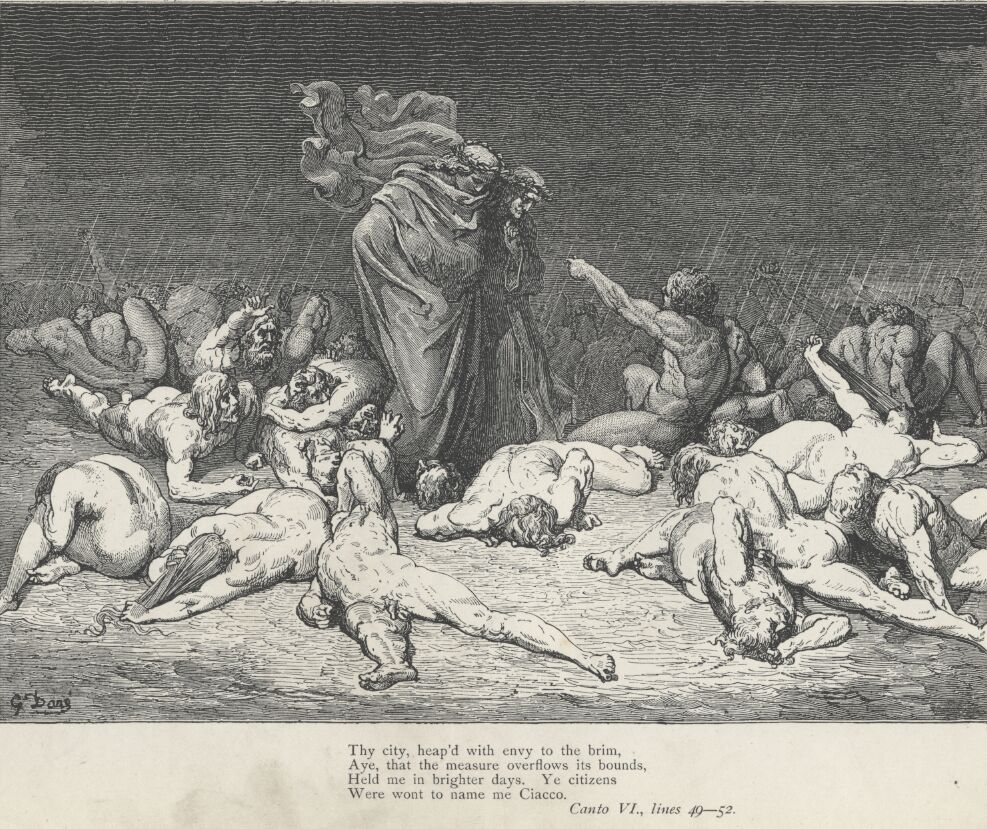
Dante rencontre Ciacco. Illustration de Gustave Doré.

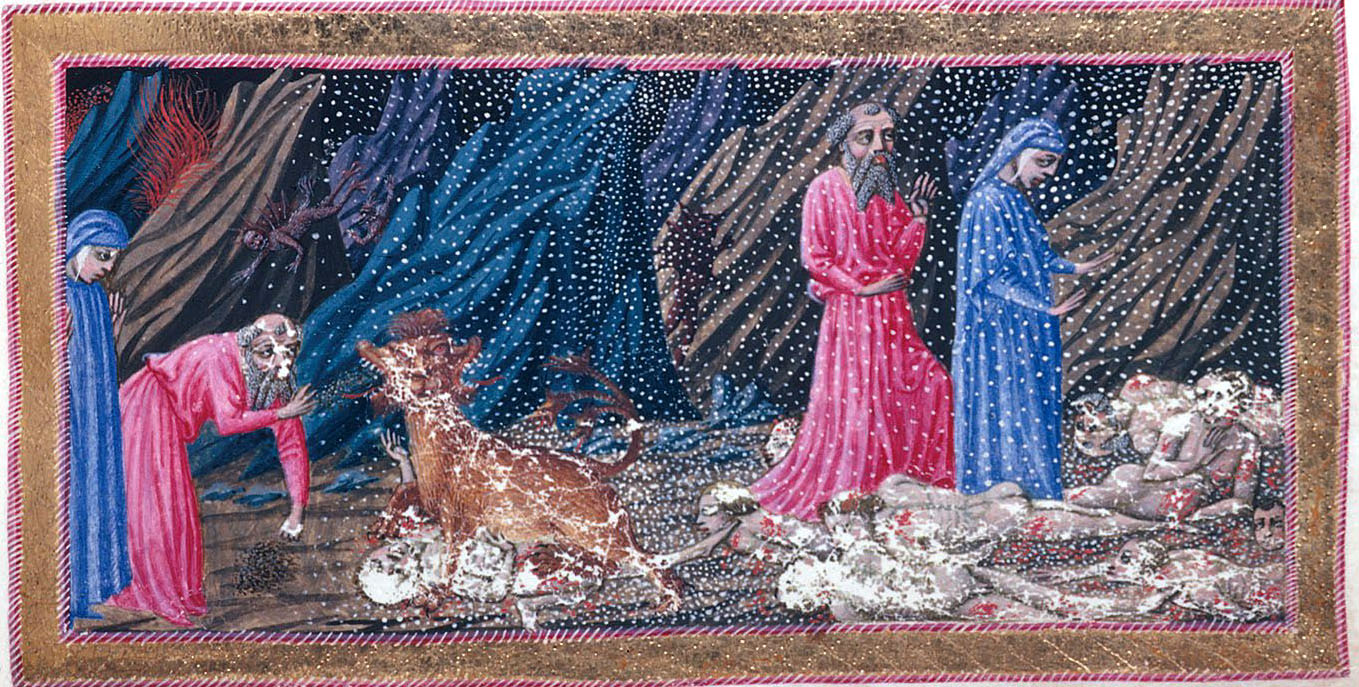
Le troisième cercle, illustration du manuscrit de la British Library, Priamo della Quercia (XVe siècle.

Alors que Dante et Virgile traversent la masse de boue et d'âmes abattues (adonate) par la pluie, qui les piétine, l'une d'elles se lève alors qu'ils passent devant elle.
Virgile s'adresse à Dante en le mettant au défi de reconnaître l'âme, puisque le poète était vivant avant que le damné ne soit « défait » (c'est-à-dire mort), mais Dante ne le reconnaît pas en raison de son état pitoyable (à la fois physique en raison de la défiguration et moral). Dante lui demande alors qui il est et ce qu'il fait sous ce châtiment, affirmant que s'il en existe de plus grands encore, aucun n'est aussi indigne et désagréable, tant à voir qu'à subir.
Ciacco se présente par son nom (ou son surnom) ; on n'en est pas certain car c'est un personnage qui n'a jamais été exactement identifié : on pense que le nom de Ciacco, qui, bien que sans fondement, pourrait signifier « porc », se réfère à la manière et à la quantité de nourriture qu'il a consommée, ou, plus probablement, est un diminutif florentin de Jacopo ou Giacomo, originaire de la même ville que Dante (Florence), qui est plein d'envie au point de faire déborder le sac (métaphore) ; il est condamné pour le péché de gourmandise, pour lequel il est sous la pluie, mais il n'est pas seul, puisque toutes les âmes qui l'entourent sont là pour le même châtiment. E più non fé parola : le ton de cette rencontre est très différent de celui de la rencontre précédente avec Paolo et Francesca et est caractérisé par la figure grotesque de Ciacco, tantôt comique (on pense au choix de la langue de Dante, plutôt populaire, avec des rimes sur des consonnes doubles non lyriques comme « -acco, -aggia et -anno »), tantôt inquiétant, comme après de brusques interruptions de la parole.
Poussé par une intuition, le poète lui demande une prophétie sur le sort de Florence (en effet, Dante ne savait pas encore que les âmes, même celles des damnés, pouvaient prophétiser l'avenir) et, après une rapide captatio benevolentiae sur la « pietas » qu'il a ressentie en voyant son châtiment, il pose trois questions au damné :
1. À quoi arriveront les citoyens de la ville divisée (c'est-à-dire divisée en deux parties, Florence) ?
2. Y a-t-il des gens justes ?
3. Quelle est la cause de tant de discorde ? (ce qui a provoqué les querelles intestines des Florentins)

Ciacco répond aux trois questions dans l'ordre dans lequel elles lui ont été posées :
- La première réponse est la célèbre prophétie sur Florence, la première de la Divine Comédie, qui traite des luttes entre les Guelfes blancs et noirs entre 1300 et 1302 : après une longue lutte (après de nombreux combats), ils en viendront au sang (rixes du Calendimaggio de 1300, où l'un des Cerchi fut gravement blessé au visage[5]) et le côté sauvage (représenté par les Guelfes blancs, puisque les Cerchi, en tant que chefs de faction, venaient du contado) chassera l'autre très durement ; alors ce sera cette autre partie qui tombera dans les trois ans (trois seulement) et l'autre faction se relèvera, grâce à la force de quelqu'un qui se trouve maintenant dans la balance (qui est Boniface VIII en 1300 encore neutre) ; cette faction tiendra superbement le front haut pendant longtemps, tenant l'autre sous de lourds fardeaux, même si elle pleure et s'indigne.
- Il n'y a que « deux » justes[6], et personne ne les écoute : peut-être plus que deux personnages réels, il faut penser à l'écho biblique de l'épisode de la Genèse[7] où Abraham, essayant de sauver une ville détruite par la corruption, fait un pacte avec Dieu, cherchant au moins cinquante hommes « justes » ; à la fin, malgré la réduction à dix, il ne trouve personne, sauf Loth et ses filles.
- L'orgueil, l'envie et l'avarice sont les trois étincelles qui ont enflammé les cœurs[8].

Le fait que Ciacco ne parle pas de l'exil de Dante a conduit certains (notamment Boccace) à penser que ces premiers cantiques de l'Enfer ont été écrits vers 1301, c'est-à-dire avant que le poète n'apprenne sa condamnation. En réalité, ces intuitions se basent sur des indices très ténus (Ciacco lui-même mentionne des événements en 1302 et dit combien de temps durera l'hégémonie des Noirs), et aujourd'hui on est enclin à penser que le poète a simplement voulu développer progressivement le thème politique et celui des prophéties, laissant pour plus tard le « vaticinium » de son exil, prononcé par Farinata degli Uberti dans le Chant X.
Dans les trois fautes (orgueil, envie, avarice) est synthétisé le jugement de Dante sur l'histoire de la Commune, profondément minée par les envies nées entre les partis, par l'orgueil et l'empressement à dominer des grands et du peuple, par l'avarice et la cupidité des marchands .
Après ces mots, Ciacco redevient muet et c'est Dante qui doit formuler une autre demande : « Quel est le sort d'un groupe d'illustres Florentins de la génération passée, ch'a ben far puose li 'ngegni ? (verset 81), le ciel les adoucit-il ou les empoisonne-t-il (attosca) en enfer ? ». Il s'agit de Farinata degli Uberti, Arrigo (qui n'est plus mentionné dans la Commedia), Mosca dei Lamberti, Tegghiaio Aldobrandi, Jacopo Rusticucci. Ciacco dit qu'ils font partie des âmes les plus noires et qu'ils se trouvent dans les cercles inférieurs de l'enfer pour diverses fautes.
C'est ici qu'intervient une autre étape du processus de conversion du poète : après avoir constaté que même les effets de la poésie amoureuse, à laquelle il avait adhéré dans sa jeunesse, peuvent conduire à la damnation, avec l'épisode de Paolo et Francesca, le poète découvre maintenant que même la vaillance politique dans la vie ne garantit pas le salut divin.
Enfin, Ciacco supplie Dante de se souvenir de lui dans le monde des vivants, puis s'interrompt brusquement : « Plus je ne te dis pas, plus je ne te réponds pas ». Puis il tord grotesquement les yeux, adoucissant son regard, peut-être à cause de l'effort à faire pour rester assis alors que son destin le pousse à nouveau vers le bas, peut-être parce qu'il a été réveillé par la bestialité de son cercle après avoir connu ces quelques minutes de lucidité qui lui ont été accordées pour parler avec Dante ; il baisse la tête et s'enfonce à nouveau dans la boue, tandis que Virgile lui assure qu'il n'en sortira plus jamais jusqu'au Jugement dernier, lorsque la trompette angélique annoncera le « nimic podestade », c'est-à-dire Dieu, l'ennemi des damnés.

### La Condition des Damnés après le Jugement dernier: versets 94-115

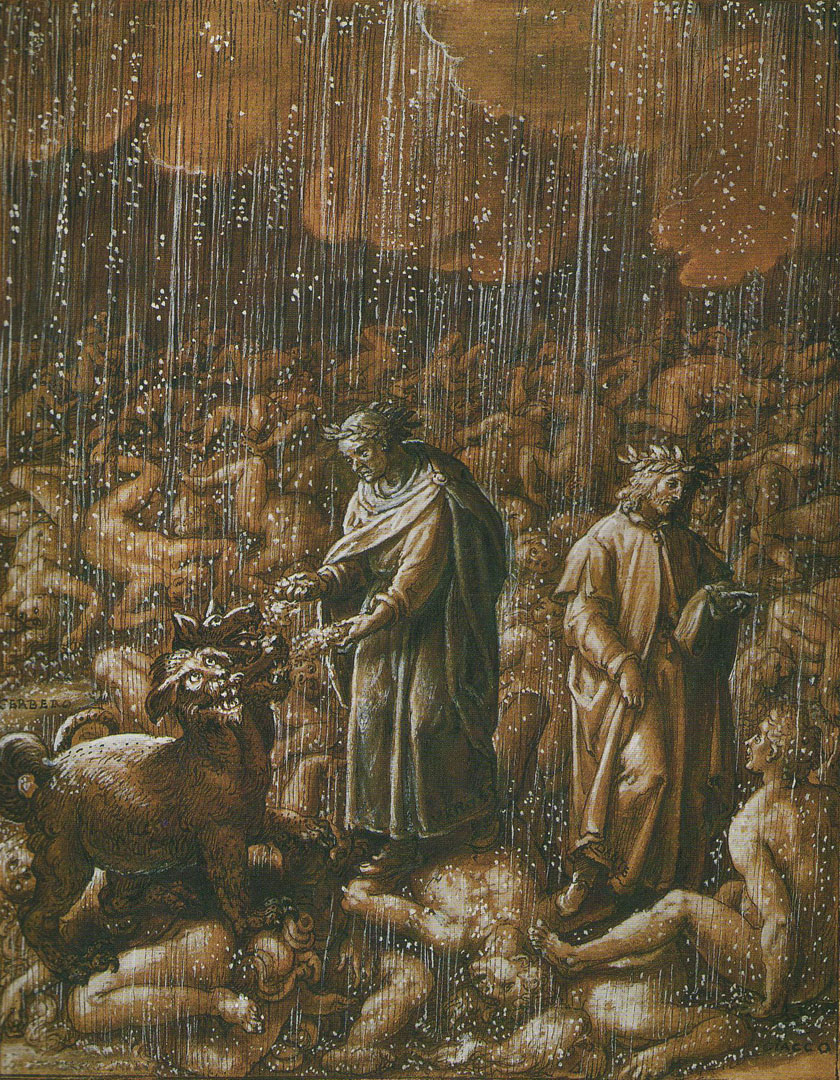
, Giovanni Stradano, 1587.

Virgile poursuit en disant que Ciacco ne se réveillera pas avant le jour du Jugement dernier, jour où chaque âme retrouvera son corps et entendra  quel ch'in etterno rimbomba, c'est-à-dire sa sentence finale de condamnation. Entre-temps, alors qu'ils traversent le mélange répugnant d'âmes et de boue, Dante en profite pour demander si les damnés, après la grande sentence, auront des peines plus lourdes, des peines moins lourdes ou autre. Virgile répond, mais non sans avoir invité Dante à retourner à sa science, c'est-à-dire à ses maîtres en philosophie et en théologie, qui sont Aristote et saint Thomas d'Aquin, selon lesquels, plus une chose est parfaite, parce qu'elle est une union du corps et de l'âme, plus elle est destinée à percevoir le bien et le mal, parce que chaque sentiment est amplifié. Et même si ces personnes maléfiques ne seront jamais dans la perfection, elles se projettent davantage dans l'avenir (di là) que dans leur condition présente (di qua).
Ils tournent donc en rond sur le pourtour du cercle, parlant de bien d'autres choses que Dante ne rapporte pas. Ils arrivent ainsi au point de descente et y trouvent le gardien du cercle suivant : Ploutos, le grand ennemi.
Au sein de la Divine Comédie, ces passages constituent une première : c'est le premier point où Dante traite d'une question doctrinale. Il prend Aristote (ta science = la science que tu as bien étudiée, dont tu es conscient) et la doctrine de Thomas d'Aquin comme référence dans ce passage du Chant VI.

### Le Contrapasso
Le châtiment des gourmands est un châtiment de « contrapasso » par analogie générique : comme ils sont bestiaux dans la vie, ils seront accroupis à terre comme des animaux, dans leur eau sale et flagellés par le temps. Car ils sont prostrés sur le sol et la pluie les fait hurler comme des chiens (comme des bêtes) ; ils se criblent les uns les autres et se tournent souvent, rampant ainsi comme des vers. Mais le « contrapasso » peut aussi se faire par contraste : alors que dans la vie les gourmands allaient à la recherche des plus grands délices culinaires, maintenant en enfer ils sont forcés de s'allonger dans la boue sous une pluie lourde et nauséabonde ; et alors que dans la vie ils vivaient pour les besoins du corps, maintenant ils apparaissent à Dante comme des ombres vaines, ayant été privés de l'enveloppe de la chair. De plus, la satisfaction de l'odorat par la nourriture est punie par la puanteur de la terre, dans laquelle ils sont obligés de s'enfoncer pour l'éternité.